# Sân bay quốc tế Belgorod
Sân bay quốc tế Belgorod (tiếng Nga: Международный Аэропорт Белгород) (IATA: BGO, ICAO: UUOB) là một sân bay ở Nga, cách Belgorod 4 km về phía bắc. Sân bay này phục vụ các máy bay cỡ vừa (như Tu-154, Il-76). Sân bay này có thể hoạt động 24 h trong ngày. Sân bay này được thiết lập năm 1954.

## Các hãng hàng không và các điểm đến
- Aeroflot (Moskva-Sheremetyevo)
- Aeroflot-Nord (Moskva-Sheremetyevo)[1]
- Gazpromavia (Moskva-Vnukovo, Novy Urengoy)[1]
- KrasAir (Norilsk)[1]
- UTair (Moskva-Vnukovo, Samara, Surgut)[1]